# Frédéric Mistral
Frédéric Mistral, occitanska Frederi Mistral, född 8 september 1830 i Maillane, Bouches-du-Rhône, död 25 mars 1914 i Maillane, Bouches-du-Rhône, var en fransk occitanskspråkig poet. Han blev, tillsammans med José Echegaray, nobelpristagare i litteratur 1904.

## Biografi och författarskap
Mistral kom från en välbärgad familj och behövde aldrig arbeta för sitt uppehälle. Han studerade juridik vid universitetet i Avignon i Provence och läste då bland annat för Joseph Roumanille som skrev provensalsk lyrik och blev Mistrals inspiratör och vän.
Mistral intresserade sig mycket för den sydfranska språktraditionen och blev ledare för Feliberförbundet som grundades 1854 för bevarandet av provensalskt språk och kultur. Mistral arbetade sedan inom rörelsen till sin död 1914. Han skrev själv sin poesi på den provensalska dialekten av det romanska occitanska språket och lade ner tjugo års arbete på sin Lou Tresor dou Felibrige, en provensalsk ordbok. Hans poesi lär vara utmärkande inte bara för sitt annorlunda och vackra språk utan även för att han lyckats fånga den provensalska folksjälen i ord.

## Betydelse
Flicknamnet Mireio, på franska Mireille, introducerades av Mistral, som funnit namnet i en lokal legend; han använde det som namn på hjältinnan i sitt versepos, men ville också ge sin guddotter namnet. Prästen som skulle döpa barnet vägrade dock först att godkänna namnet, med hänvisning till att det inte var ett kristet namn. Då påstod Mistral att Mireio var en occitansk variant av det bibliska namnet Mirjam, och eftersom han var den store auktoriteten när det gällde det occitanska språket tordes prästen inte säga emot honom.
Verseposet Mireio ligger till grund för operan Mireille av Charles Gounod.

## Utmärkelser
- 5033 Mistral - asteroid uppkallad efter Frédéric Mistral.[4]

### Svenska översättningar
- Mirèio : provensalisk dikt /  på svenska återgifven af Carl Rupert Nyblom. Stockholm: Bonnier. 1904. Libris 1727799
- Mirèio : provençalsk dikt. Del 1, (Sånger 1-3) / bemyndigad öfversättning af Augusta Ljungqvist. Uppsala: Almqvist & Wiksell. 1904. Libris 2187329
- Sången om Rhône / svensk tolkning, inledning och kommentarer av Ebbe Linde. Forumbiblioteket ; 140. Stockholm: Forum. 1964. Libris 1996227